# Le Bienfaiteur
Pour plus de détails, voir Fiche technique et Distribution.
Le Bienfaiteur est un film français réalisé par Henri Decoin, sorti en 1942.

## Synopsis
M. Moulinet joue les bienfaiteurs dans sa cité de Barfleur-sur-Oron, et dirige, en même temps, à Paris une bande de malfaiteurs sous le pseudonyme de Guillot. Irène Berger lui ayant demandé de devenir bienfaiteur de son association de jeunes filles orphelines, il accepte et devient amoureux de la jeune femme. Il monte à Paris afin de se livrer avec ses complices à une dernière escroquerie qui lui permettra d'offrir un magnifique bijou à Irène. Il prévient sa bande que ce sera sa dernière action malhonnête et donne son adresse à son bras droit. 
La police soupçonnant la bande récupère l'adresse et l'inspecteur Picard se rend à Barfleur-sur-Oron afin d'enquêter. Ce dernier se rend compte que l'alibi de Moulinet qui déclare avoir été à Paris pour enterrer un vieil oncle ne tient pas. Moulinet n'avoue rien mais quand on veut le confronter à Irène, il se met à table, faisant promettre aux policiers que cette dernière ne saura jamais rien de ses actions illicites. Sur le chemin le conduisant à la voiture de police, un incendie allumé par un alcoolique s'est déclaré, Moulinet demande l'autorisation de tenter de maîtriser le forcené, l'inspecteur accepte.

## Fiche technique
- Titre original : Le Bienfaiteur
- Réalisation : Henri Decoin
- Scénario : Roger d'Ashelbé (pseudonyme d'Henri La Barthe)
- Dialogue : Yves Mirande
- Photographie : Jules Kruger
- Montage : Jean Feyte
- Musique : Georges Van Parys
- Pays :  France
- Format :  Son mono - 35 mm - Noir et blanc - 1,37:1
- Genre : Comédie dramatique policière
- Durée : 88 minutes
- Date de sortie : 
  - France : 11 décembre 1942
- Affiches : Georges Dastor, Pierre Segogne (France)

## Distribution
- Raimu : M. Moulinet / Guillot
- Suzy Prim : Irène Berger
- Jacques Baumer : le directeur de la P.J.
- Pierre Larquey  : Noblet
- Georges Colin : l'inspecteur Picard
- Yves Deniaud  : Vinchon
- Charles Granval : le maire
- René Bergeron : M. de Rousse de Vitrac, conservateur des hypothèques
- Marcel Maupi : Jambe d'azur
- Héléna Manson : Gertrude, la bonne
- André Fouché : Claude de Vitrac, fils du conservateur
- Julien Maffre : Juliard
- Pierre Jourdan : un client du bar
- Marguerite Ducouret : Mme Noblet
- Lucienne Delyle : la chanteuse
- Anne Vandenne : Simone
- Rosine Luguet : Noémie
- Alexandre Rignault : Le patron
- Louis Salou : M. Deltouche, le bijoutier
- Made Siamé : Mme Barraton - la patronne du bar
- Georges Jamin : Gras-Double
- Pierre Cueille :	Calumel
- Gustave Gallet :	Le pharmacien
- François Viguier : Le docteur Pintard
- Lucien Gallas : Bébert
- Marcelle Monthil : La monitrice (non créditée)
- Simone Signoret : La dactylo du journal (non créditée)